# Мала Дајница
43° 48′ 24″ N 15° 22′ 36″ E / 43.80667° С; 15.37667° И
Мала Дајница је ненасељено острвце у хрватском дијелу Јадранског мора. Налази се у Корнатском архипелагу, удаљено око 0,2 km сјевероисточно од острвца Велика Дајница. Њена површина износи 0,011 km², док дужина обалске линије износи 0,38 km. Највиши врх је висок 20 m. Грађена је од кречњака кредне старости. Административно припада општини Муртер-Корнати у Шибенско-книнској жупанији.